# Prosper Weil
Prosper Weil (* 21. September 1926 in Straßburg; † 3. Oktober 2018 in Paris) war ein französischer Jurist und Experte im Bereich des internationalen Verwaltungsrechts. Er wirkte als Professor an verschiedenen Universitäten, so ab 1965 an der Universität von Paris, und war von 1980 bis 1999 Mitglied des Verwaltungsgerichts der Weltbank. Darüber hinaus vertrat er eine Reihe von Ländern vor dem Internationalen Gerichtshof. Für seine Verdienste wurde er 1999 in die Académie des sciences morales et politiques aufgenommen und 2001 mit der Manley-O.-Hudson-Medaille der Amerikanischen Gesellschaft für internationales Recht ausgezeichnet.

## Leben
Prosper Weil wurde 1926 in Straßburg geboren und absolvierte seine Ausbildung an den Universitäten Aix-en-Provence und Paris. 1952 erlangte er sowohl die Promotion an der rechtswissenschaftlichen Fakultät in Paris als auch die Agrégation. Anschließend fungierte er als Professor an den Universitäten Grenoble, Aix-en-Provence und Nizza sowie ab 1965 an der Universität Paris und nach deren Aufteilung im Zuge der Universitätsreform von 1970/1971 an der Universität Paris II. In den Jahren 1969, 1976 und 1992 unterrichtete er an der Haager Akademie für Völkerrecht.
Er war außerdem Mitglied des Ständigen Schiedshofs und gehörte von 1980 bis 1999 dem Verwaltungsgericht der Weltbank an, darunter von 1990 bis 1993 als Präsident des Gerichts. Darüber hinaus wirkte er in verschiedenen Schiedsgerichten zur Beilegung internationaler Streitfälle sowie als Berater beziehungsweise Vertreter von Frankreich, Kamerun, Spanien, Griechenland, Kanada, Malta, El Salvador, Norwegen und Bahrein in Verfahren vor dem Internationalen Gerichtshof in Den Haag.

## Auszeichnungen
Prosper Weil war seit 1981 Mitglied des Institut de Droit international und wurde darüber hinaus 1999 in die Académie des sciences morales et politiques sowie 2008 als auswärtiges Mitglied in die Akademie von Athen aufgenommen. Die Amerikanische Gesellschaft für internationales Recht verlieh ihm 2001 mit der Manley-O.-Hudson-Medaille ihre höchste Ehrung.

## Werke (Auswahl)
- Le droit administratif. Paris 1964 (16. Auflage 1994; weitere Ausgaben in Spanisch, Portugiesisch und Vietnamesisch)
- Droit international public et droit administratif. Paris 1966/1967
- Perspectives du droit de la délimitation maritime. Paris 1988 (englische Ausgabe, Cambridge 1989)